# Eufidonia bicoloraria
Eufidonia bicoloraria là một loài bướm đêm trong họ Geometridae.